# Bristol Scout
Le Bristol Scout est un biplan de chasse britannique de la Première Guerre mondiale. Comptant parmi les premiers chasseurs produits en série, il joue un rôle important au début de la guerre, mais commence à être dépassé dès 1916.